# مايك شو
مايك شو (بالإنجليزية: Mike Shaw)‏ هو مصارع محترف أمريكي، ولد في 9 مايو 1957 في ماركيت في الولايات المتحدة، وتوفي بنفس المكان في 11 سبتمبر 2010 بسبب نوبة قلبية.

## روابط خارجية
- مايك شو على موقع CageMatch worker (الإنجليزية)
- مايك شو على موقع قاعدة بيانات المصارعة على الإنترنت (الإنجليزية)
- مايك شو على موقع قاعدة بيانات المصارعة على الإنترنت (الإنجليزية)
- مايك شو على موقع قاعدة بيانات المصارعة على الإنترنت (الإنجليزية)